# Attus cabanisi
Attus cabanisi är en spindelart som beskrevs av Władysław Taczanowski 1872 [1873. Attus cabanisi ingår i släktet Attus och familjen hoppspindlar. Inga underarter finns listade.